# Cayo Claudio Centón
Cayo o Gayo Claudio Centón  fue un político y militar de la República romana en el siglo III a. C. Fue el tercer hijo de Apio Claudio el Ciego y miembro de la gens Claudia.
Alcanzó el consulado en 240 a. C. y la censura en 225 a. C.; fue interrex en 217 a. C. y dictador en 213 a. C.